# 雅羅斯拉夫·熱列茲尼亞克
雅羅斯拉夫·伊萬諾維奇·熱列茲尼亞克（烏克蘭語：Ярослав Іванович Железняк；1989年10月20日—），乌克兰经济学家及政治人物。2017年至2019年，他担任時任总理弗拉基米爾·格羅伊斯曼的顾问。在2019年烏克蘭議會選舉中，熱列兹尼亞克代表選民之聲黨当选乌克兰第九届人民代表（最高拉達議員）。